# Diostracus reticulatus
Diostracus reticulatus är en tvåvingeart som beskrevs av Saigusa 1984. Diostracus reticulatus ingår i släktet Diostracus och familjen styltflugor.
Artens utbredningsområde är Nepal. Inga underarter finns listade i Catalogue of Life.